# Szenes Erzsi
Szenes Erzsi, született Singer Erzsébet (Rajec, 1902. június 5. – Tel-Aviv, 1981. május) költő, író, újságíró, előadóművész.

## Élete
Singer Mátyás tanító és Feldman Berta lánya. Nagymihályon nevelkedett, 1920-as években újságíróként és költőként ismert a Felvidéken és Magyarországon egyaránt. A Kassai Naplóban indult, a Prágai Magyar Hírlap és Magyar Újság szerkesztője lett. Magyarországon a Nyugat, a Múlt és Jövő, a Testvér, A Szép Szó, a Pesti Napló és a Pesti Hírlap közölte írásait. Tagja volt a Masaryk Akadémiának.
1939-től 1942-ig, a fasizmus csehszlovákiai előretörésekor Nagymihályon gettóba zárták. Ekkori írásainak egy részét elásta az udvaron, ezek elvesztek, naplójának egy része viszont megmaradt. 1942 decemberében a csehszlovákiai zsidó deportálások kezdetén Magyarországra szökött, itt még a Cserépfalvinál kiadhatta kisregényét (Nyártól nyárig, 1943).
1944. március 21-én letartóztatták, előbb a Zrínyi utcai börtönbe, majd Kistarcsára hurcolták, onnan Adolf Eichmann személyes parancsára Auschwitzba deportálták. (Ezzel a Német Birodalom az akkor érvényben lévő magyar törvényeket is megszegte.) Végül Fallerslebenbe, egy hadiüzembe került kényszermunkára. Az amerikai katonák Salzwedelben szabadították fel.
Túlélve a holokausztot 1945-ben egy rövid ideig egy pozsonyi szlovák lap munkatársa volt, majd 1949-ben Izraelbe emigrált. Haláláig újságíróként dolgozott a Tel-Avivban működő Új Keletnek, és előadóművészként költői esteken lépett fel. Tanúvallomást tett az Eichmann-perben (1962. május 25.), a Hunsche-Krumey tárgyaláson is (Frankfurt, 1963).

## Pályakép
Pályája verseskötetekkel indult, első két kötetében fő témája egy fiatal lány szerelmi vágyai. Többnyire kötetlen szabadversek, amelyek a zsidó zsoltárokhoz hasonlítanak. Későbbi versei erősen antifasiszták. Első önéletrajzi kötetét még 1937-ben írta meg Dallos István felszólítására. Magyarországon megjelent könyve a Lélek ellenáll, csonkán is történelmi forrásmunka. 1966-ban Juhász Ferenc meghívására Magyarországra látogatott és a Könyvnap díszvendége volt. 1966–1967-ben több interjút adott, és több cikk jelent meg Lélek ellenáll című könyvéről. 

## Művei
- Selyemgombolyag, 1924, Kassa, versek
- Fehér kendő, 1928, Kassa, versek
- Szerelmet és halált énekelek, 1936
- Nyártól nyárig, kisregény, Budapest, 1943
- Van hazám, 1956, emlékezések, Tel-Aviv
- A lélek ellenáll, napló és versek, 1966, Budapest
- Pkaat hamesi, 1969, Tel-Aviv, válogatott versek
- Mitan kaved, 1977, válogatott elbeszélések

## Díjai, elismerései
- Nordau-díj